# Robert Towne
Pour les articles homonymes, voir Towne.
Robert Bertram Schwartz, dit Robert Towne, né le 23 novembre 1934  à Los Angeles (Californie) où il meurt le 1er juillet 2024, est un scénariste et réalisateur américain, occasionnellement acteur et producteur

## Biographie
Robert Towne commence sa carrière à Hollywood au cours des années 1960 sous l’égide du producteur et réalisateur Roger Corman. Pour celui-ci, il scénarise des films à petit budget dans lesquels il joue également sous le pseudonyme d’Edward Wain. Sous son propre nom, il scénarise le drame fantastique La Tombe de Ligeia qui fait partie du cycle Edgar Poe que Corman réalise. Il est également scénariste-consultant pour le film Bonnie et Clyde réalisé par Arthur Penn et dont les auteurs principaux sont Robert Benton et David Newman. 
C’est pendant les années 1970 que le talent de scénariste Robert Towne s’impose pour de bon avec des longs-métrages comme La Dernière Corvée ou Shampoo de Hal Ashby et surtout Chinatown, un drame policier conçu en hommage au film noir. Chinatown met en vedette Jack Nicholson et Faye Dunaway et est réalisé par Roman Polanski. La collaboration entre Towne et Polanski est houleuse, mais le film connaît un grand succès à sa sortie et est aujourd’hui considéré comme un classique. Towne verra son scénario récompensé par un Oscar et un Golden Globe. Parallèlement, Towne continue à officier comme scénariste-consultant (script doctor) et est amené à contribuer à des films comme Le Parrain ou Le Coureur de Marathon.
Towne passe à la réalisation au début des années 1980 avec Personal Best, un drame portant sur la liaison amoureuse entre deux athlètes féminines de haut niveau incarnées par Mariel Hemingway et Patrice Donnelly (qui est véritablement une athlète de compétition). Bien qu'il bénéficie d’un accueil critique sympathique, le film passe inaperçu lors de sa sortie. Durant la même période, Towne travaille à la scénarisation de Greystoke, la légende de Tarzan, ambitieuse production réalisée par Hugh Hudson et proposant une nouvelle approche du célèbre mythe. Insatisfait du résultat, Towne signe finalement son scénario du pseudonyme de P.H. Vazak, Vazak étant le nom de son chien. Il n’en obtient pas moins une nomination aux Oscars.  
Par la suite, Towne réalise Tequila Sunrise, un drame romantico-policier avec Michelle Pfeiffer, Kurt Russell et Mel Gibson qui connaît une carrière honorable. Il scénarise également une suite à Chinatown intitulée The Two Jakes. Il souhaite en assurer la mise-en-scène mais c’est finalement Jack Nicholson qui réalisera le film en plus d'y reprendre son personnage de Chinatown. The Two Jakes était conçu comme le deuxième volet d'une trilogie. Devant le manque d'enthousiasme suscité par le film, l'idée de produire un troisième épisode est abandonné.
Pendant les années 1990, Towne scénarise ou coscénarise certains des films mettant en vedette Tom Cruise (Jours de tonnerre, La Firme, Mission impossible). Il réalise également le drame biographique Without Limits, le deuxième film en autant d'années consacré au coureur olympique Steve Prefontaine. 
Son œuvre la plus récente, Demande à la poussière, date de 2003. Il s'agit d'un drame sentimental adaptant un roman de John Fante publié en 1939 et que Towne a longtemps souhaité porter à l’écran. L'action se déroule dans le Los Angeles de la grande dépression, mais le tournage a lieu en Afrique du Sud. L'accueil que le film reçoit est plutôt mitigé. En 2013, Towne se joint à l'équipe de production de la septième et dernière saison de la série Mad Men à titre de producteur-consultant.

## Filmographie

### Scénariste
- 1960 : La Dernière femme sur Terre (Last Woman on Earth) de Roger Corman
- 1962 : My Daddy Can Lick Your Daddy
- 1965 : La Tombe de Ligeia (The Tomb of Ligeia) de Roger Corman
- 1967 : Bonnie et Clyde (Bonnie and Clyde) d'Arthur Penn
- 1968 : Pancho Villa (Villa Rides) de Buzz Kulik
- 1971 : Vas-y, fonce (Drive, He Said) de Jack Nicholson
- 1972 : Cisco Pike de Bill L. Norton
- 1972 : Les flics ne dorment pas la nuit (The New Centurions) de Richard Fleischer
- 1973 : La Dernière Corvée (The Last Detail) de Hal Ashby
- 1974 : À cause d'un assassinat (The Parallax View) d'Alan J. Pakula
- 1974 : Chinatown de Roman Polanski
- 1975 : Shampoo de Hal Ashby
- 1975 : The Yakuza de Sydney Pollack
- 1976 : Missouri Breaks d'Arthur Penn
- 1977 : Orca de Michael Anderson
- 1978 : Le ciel peut attendre de Warren Beatty et Buck Henry
- 1982 : Personal Best de Robert Towne
- 1984 : Greystoke, la légende de Tarzan (Greystoke: The Legend of Tarzan, Lord of the Apes) de Hugh Hudson
- 1986 : Huit millions de façons de mourir (8 Million Ways to Die) de Hal Ashby
- 1987 : Les vrais durs ne dansent pas (Tough Guys Don't Dance) de Norman Mailer
- 1988 : Frantic de Roman Polanski
- 1988 : Tequila Sunrise de Robert Towne
- 1990 : Jours de tonnerre (Days of Thunder) de Tony Scott
- 1990 : The Two Jakes de Jack Nicholson
- 1993 : La Firme (The Firm) de Sydney Pollack
- 1994 : Rendez-vous avec le destin (Love affair) de Glenn Gordon Caron
- 1995 : USS Alabama (Crimson Tide) de Tony Scott
- 1996 : Mission impossible de Brian De Palma
- 1998 : Without Limits de Robert Towne

### Acteur
- 1960 : La Dernière femme sur Terre (Last Woman on Earth) : Martin Joyce
- 1961 : Creature from the Haunted Sea : Sparks Moran / Agent XK150 / narrateur
- 1971 : The Zodiac Killer : l'homme dans le bar n° 3
- 1971 : Vas-y, fonce (Drive, He Said) : Richard
- 1975 : Shampoo : invité de la party
- 1987 : The Pick-up Artist : Stan
- 2004 : Suspect Zero : professeur Dates

### Réalisateur
- 1982 : Personal Best
- 1988 : Tequila Sunrise
- 1998 : Without Limits
- 2006 : Demande à la poussière (Ask the Dust)

### Producteur
- 1982 : Personal Best
- 1987 : Faux témoin (The Bedroom Window)

## Récompenses
- British Academy Film Awards 1975 : Meilleur scénario original pour Chinatown et pour La Dernière Corvée
- Prix Edgar-Allan-Poe 1975 : meilleur scénario pour Chinatown
- Golden Globes 1975 : Meilleur scénario pour Chinatown
- National Society of Film Critics Awards 1975 : meilleur scénario pour Chinatown
- Oscars 1975 : Meilleur scénario original pour Chinatown
- Writers Guild of America Awards 1975 : meilleur scénario pour Chinatown
- Writers Guild of America Awards 1997 : Prix Laurel pour son accomplissement en tant que scénariste
- Festival du film de Boston 1998 : Prix pour l'ensemble de sa carrière
- Hollywood Film Awards 2002 : Prix pour sa contribution exceptionnelle comme scénariste
- USC Scripter Awards 2014 : Prix pour sa contribution exceptionnelle comme scénariste